# Bougna
Cet article possède des paronymes, voir Bougnat, Bunia et Bunya.

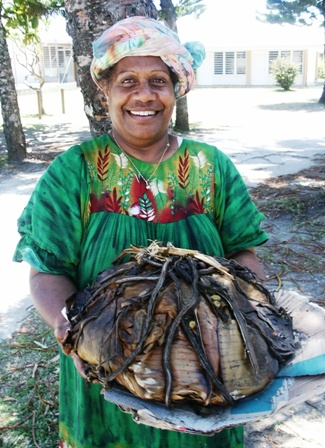
Femme kanak présentant le bougna traditionnel.

Le bougna est un plat traditionnel mélanésien de Nouvelle-Calédonie. C'est un véritable symbole de convivialité, de partage et de culture mélanésienne. Sa préparation est souvent l'occasion de rassembler la famille et les amis, et elle est souvent accompagnée de chants et de danses traditionnels.
Le mets porte d'autres noms dans les îles Loyauté : bunyâ (à Ouvéa), itra (à Lifou), aël (à Maré).
Dans le bougna traditionnel, les ingrédients sont enveloppés dans des feuilles de bananier et cuits à l'étouffée dans un four kanak, un four à pierres chaudes.
Lorsqu'il est cuit au bain-marie dans une marmite, il est appelé « bougna marmite ».
C'est une sorte de ragoût de poulet, de collier blanc (pigeon arboricole Columba vitiensis), de poisson, de porc ou de roussette (chauve-souris) accompagné de taro, de patate douce, de bananes poingo, de tomates et d'igname, le tout arrosé de lait de coco bouillant. Le bougna peut également être agrémenté d'épices locales telles que le gingembre, le curcuma ou le basilic, ajoutant ainsi des saveurs uniques au plat.
Au fil du temps, le bougna a su s'adapter aux goûts et aux préférences de chacun, et on peut désormais trouver une grande variété de recettes et de variantes, faisant du bougna un plat aussi diversifié que la culture calédonienne elle-même.

## Histoire
Ce plat porte le nom de « bougna » en référence au terme de « bougnat », nom donné aux Auvergnats qui migrèrent vers Paris au XIXe siècle, époque à laquelle ce mode de cuisson fut introduit par des missionnaires maristes venus justement eux aussi du village d'Yssac-la-Tourette en Auvergne en 1843, pour évangéliser le Pacifique.

## Recette
Ingrédients :
- 500 g de viande de poulet coupée en morceaux
- 500 g de porc coupé en morceaux
- 500 g de roussette (chauve-souris) coupée en morceaux
- 1 kg de taro épluché et coupé en morceaux
- 1 kg de patates douces épluchées et coupées en morceaux
- 500 g de bananes poingo pelées et coupées en morceaux
- 500 g de tomates coupées en quartiers
- 500 g d'igname épluchée et coupée en morceaux
- 2 boîtes de lait de coco
- Sel et poivre au goût
- Éventuellement des épices locales (gingembre, curcuma, basilic)

Instructions :
1. Préchauffez votre four à 180°C (350°F).
2. Préparez les feuilles de bananier en les nettoyant soigneusement et en les coupant en carrés de taille suffisante pour envelopper les ingrédients.
3. Dans un grand bol, mélangez les morceaux de viande, de taro, de patates douces, de bananes poingo, de tomates et d'igname.
4. Assaisonnez avec du sel et du poivre, et ajoutez éventuellement les épices locales selon votre goût.
5. Répartissez le mélange sur les feuilles de bananier en formant des portions égales.
6. Versez le lait de coco sur chaque portion.
7. Refermez soigneusement les feuilles de bananier pour former des paquets hermétiques.
8. Disposez les paquets dans un grand plat allant au four.
9. Enfournez pendant environ 2 heures, ou jusqu'à ce que la viande soit tendre et les légumes cuits.
10. Servez chaud et dégustez avec du riz blanc.

Source : Cette recette est une adaptation de plusieurs recettes traditionnelles de bougna et ne revendique aucune source spécifique.